# Otto Hoffmann (Politiker, 1878)
Otto Hoffmann (* 10. August 1878 in Verden; † 4. Oktober 1963 in Bremerhaven) war ein Bremer Politiker.

## Biografie
Hoffmann kam aus Bremerhaven. Er war Mitglied der SPD.
Vom November 1946 bis 1947 war er Mitglied der ersten gewählten Bremischen Bürgerschaft und in Deputationen der Bürgerschaft tätig.